# Cowboy

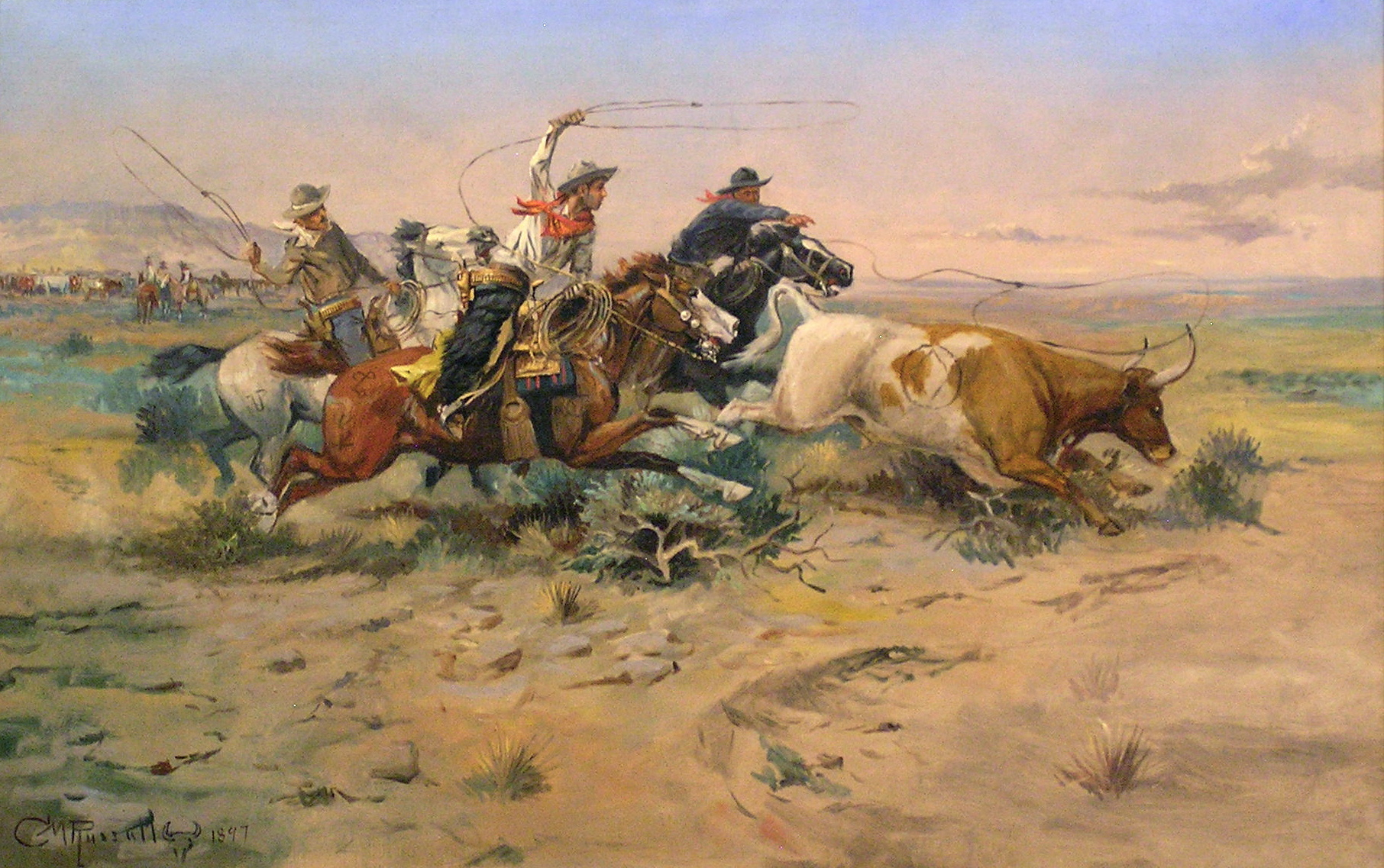
Una clàssica imatge d'un grup de cowboys en un quadre de Charles Marion Russell.

Un cowboy, o en femení, cowgirl (en català vaquer o vaquera, vaquerís o vaquerissa) és l'encarregat de les tasques relacionades amb la ramaderia i que fa la seva tasca a cavall, a l'oest dels Estats Units, i a la província d'Alberta al Canadà. Aquesta figura va adquirir transcendència en la segona meitat del segle xix amb l'aparició de les rutes ramaderes des de Texas cap al nord dels Estats Units després de la Guerra civil americana, quan el transport dels animals per terra requeria genets de gran destresa i resistència.
En anglès, el cowboy també es pot dir buckaroo (amb l'accent a la síl·laba final), que és una deformació de la paraula castellana vaquer, i també hi ha el terme wrangler en anglès. La figura del cowboy als estats del nord de Mèxic, com ara Chihuahua, Sonora i Coahuila de Zaragoza, normalment es diu vaquero però també ha entrat en ús la paraula anglesa, mentre que en altres parts de Mèxic, aquesta figura emblemàtica es diu charro, o encara ranchero.
El cowboy és un dels personatges arquetípics i més definitoris del Far West nord-americà.El terme també podria ser un terme usat per descriure a algú que era poc civilitzat o que actua de forma compulsiva.

## Equivalents arreu de les Amèriques
La figura del cowboy, és a dir, el vaquer que treballa a cavall, té el seu equivalent a diferents països Llatinoamericans on hi ha hagut grans extensions de terreny obert i ha pogut arrelar aquesta professió. Alguns exemples són:
- el gautxo a l'Argentina, l'Uruguai i el Brasil
- el huaso a Xile
- el llanero a Colòmbia i Veneçuela
- el qorilazo, morochuco o chalán al Perú
- el chagra a l'Equador

## Paniolo (Hawaii)

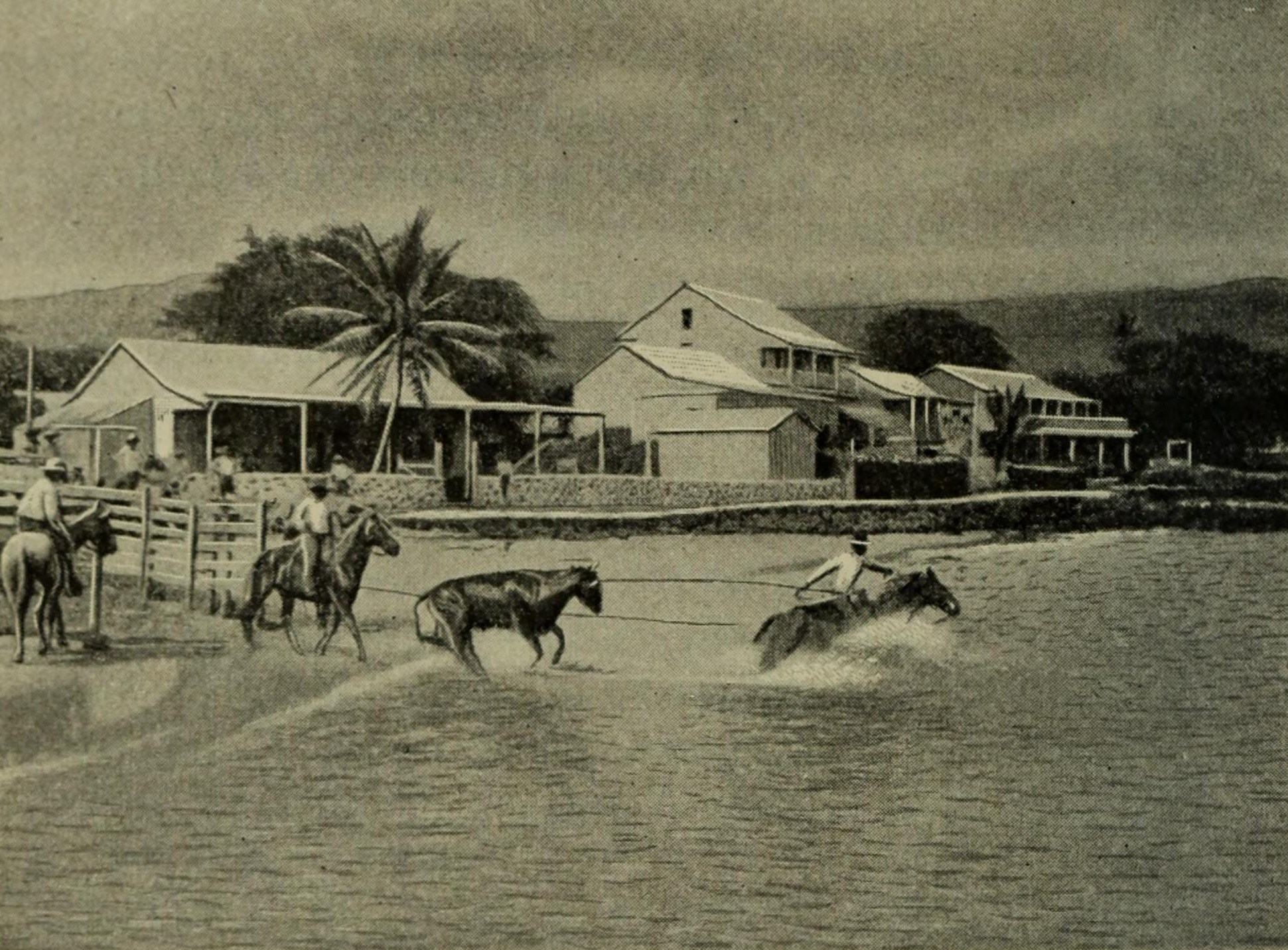
Carregant bestiar a Kailua-Kona, a principis del segle XX

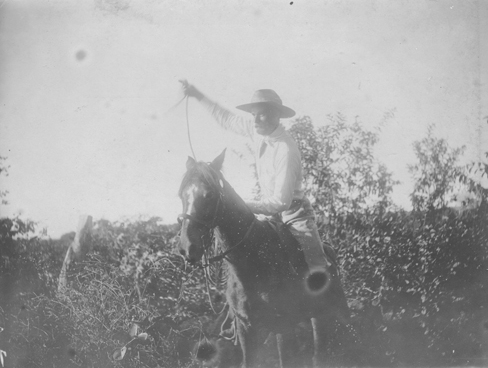
Fotografia d'un paniolo hawaià

El vaquer hawaià, el paniolo, també és un descendent directe del vaquer de Califòrnia i Mèxic. Els experts en etimologia hawaiana creuen que "Paniolo" és una pronunciació hawaiana d'"español" (la llengua hawaiana no té el so "s", i totes les síl·labes i les paraules han d'acabar en vocal). El paniolo, com els vaquers de la part continental d'Amèrica del Nord, va aprendre les seves habilitats amb els "vaquers" mexicans. Altres teories de l'origen de les paraules suggereixen que Paniolo deriva de pañuelo  (castellà per a mocador) o pot-ser d'una paraula en llengua hawaiana que significa "aguantar-se fermament i balancejar-se amb gràcia".
El capità George Vancouver va portar bestiar boví i oví el 1793 com a regal a Kamehameha I, monarca del regne hawaià. Durant 10 anys, Kamehameha va prohibir matar el bestiar i va imposar la pena de mort a qualsevol que violés el seu edicte. Com a resultat, les bésties es van multiplicar sorprenentment i van provocar estralls a tot el camp. Al regnat de Kamehameha III la quantitat de bestiar salvatge es va convertir en un problema, per la qual cosa el 1832 va enviar un emissari a Califòrnia, aleshores encara part de Mèxic. Va quedar impressionat amb la destresa dels vaquers i en va convidar tres a Hawaii per ensenyar als hawaians com treballar el bestiar. 
Els primers cavalls van arribar a Hawaii el 1803. Al 1837 John Parker, un marí de Nova Anglaterra que es va establir a les illes, va rebre el permís de Kamehameha III per arrendar terres reials a prop de Mauna Kea, on va construir un ranxo. 
L'estil hawaià de la ramaderia incloïa inicialment la captura de bestiar salvatge hawaià conduint-lo a fosses excavades al terra del bosc. Un cop domesticats els animals una mica per la fam i la set, se'ls treia mitjançant una rampa abrupta i eren lligats per les banyes a les banyes d'un bou més vell que sabia on es trobava el corral amb menjar i aigua. La indústria va créixer lentament sota el regnat del fill de Kamehameha Liholiho (Kamehameha II).
Encara avui, el vestit tradicional del paniolo, així com alguns estils de vestimenta formal hawaiana, reflecteixen el patrimoni espanyol del vaquer hawaià.  La tradicional sella hawaiana, el noho lio, i moltes altres eines dels vaquers tenen un aspecte distintament mexicà / espanyol i moltes famílies ramaderes hawaianes encara porten el nom dels vaquers que es van casar amb dones hawaianes i van convertir Hawaii en casa seva.